# هرمس ۹۰۰
هرمس ۹۰۰ (به عبری: הרמס 900) نوعی پهپاد چندمنظورهٔ سایز متوسط اسرائیل با استقامت پروازی بالاست که جهت مأموریت‌های تاکتیکی ارتفاع متوسط مورد استفاده قرار می‌گیرد و در شرکت البیت سیستمز در کشور اسرائیل طراحی و توسعه یافته است. این پهپاد با ارتقای طرح کلی هرمس ۴۵۰، پهپاد قدیمی‌تر شرکت البیت ساخته شده است و عملیات‌های شناسایی، پایش و مراقبت و رله ارتباطی از مأموریت‌های اصلی آن هستند.
هرمس ۹۰۰ در مقایسه با هرمس ۴۵۰ حدود دوبرابر بزرگتر شده است. مداومت پروازی هرمس ۹۰۰ حدود ۳۶ ساعت است. طول این پهپاد به ۸٫۳ متر و فاصله بال‌های آن به ۱۵ متر می‌رسند. هرمس ۹۰۰ با حداکثر ۱۱۸۰ کیلوگرم وزن برخاست توانایی حمل ۳۵۰ کیلوگرم سوخت و بار را دارد. حداکثر سرعت هرمس ۹۰۰ به ۲۲۰ کیلومتر در ساعت می‌رسد اما سرعت کروز آن ۱۱۲ کیلومتر بر ساعت است. سقف پروازی این پهپاد ۹۱۴۴ متر است و نیروی محرکهّ آن را موتور توربوشارژ چهارزمانه اتریشی روتاکس ۹۱۴ با قدرت ۱۱۰ اسب بخار تأمین می‌کند.

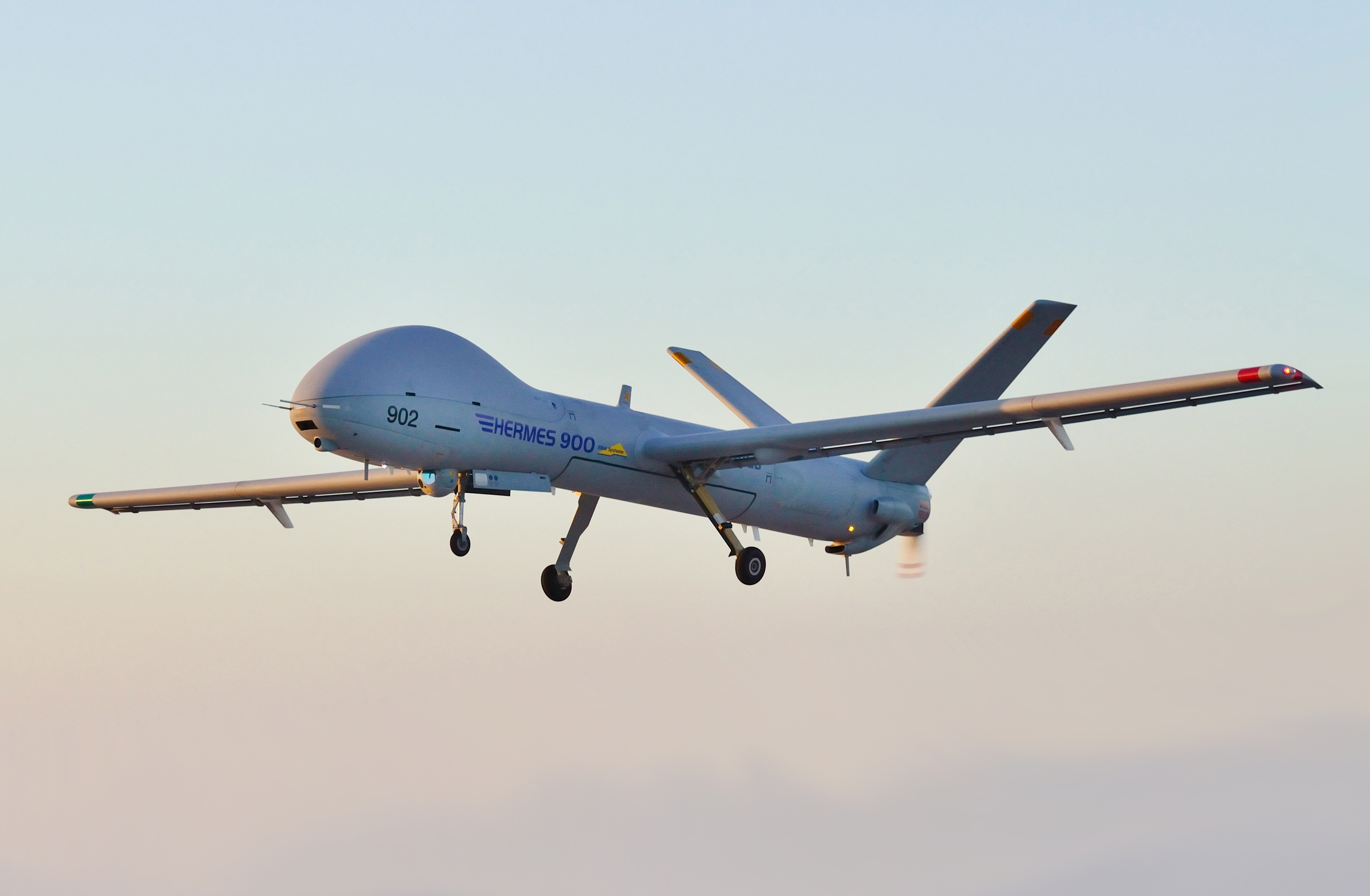
برخاستن پهپاد البیت هرمس ۹۰۰

## کاربران
- اسرائیل
- برزیل
- شیلی
- کلمبیا
- مکزیک
- سوئیس
- جمهوری آذربایجان